# مارس (بازیگر)
مارس (انگلیسی: Mars) با نام اصلی «چیانگ وینگ فات» (چینی: 蔣榮發) بازیگر، بدل‌کار، رزمی‌کار و کارگردان صحنه‌های اکشن اهل هنگ کنگ است.
او یکی از دوستان نزدیک و صمیمیِ جکی چان است و با وی و سامو هونگ همکاری فراوانی داشته است.
از فیلم‌ها یا مجموعه‌های تلویزیونی که وی در آن‌ها نقش داشته است، می‌توان به خشم اژدها، اژدها وارد می‌شود، قمارخانه، بازی مرگ،  کارآگاهان خصوصی، پنجه در پنجه، استاد جوان، ارباب اژدها، همیشه اژدها، معجزه، استاد مست ۲، روزی روزگاری در چین و آمریکا، تیم دو نفره، ساعت شلوغی، تقلب، پنجه تک‌شاخ، مجلل، ساعت شلوغی ۲، شوالیه‌های شانگهای، شمشیر خدایان، شمشیرزن یک دست، پام پام، بازرسان دامن‌پوش، بیا و با من پیکی بزن، بوکسور سنگدل، ببر کوچک کانتون، چند سوپرمن در مشرق‌زمین، مشت بیدارشده، جکی چان: بدل‌کاران من و دور دنیا در ۸۰ روز اشاره نمود که البته در بیشترِ این فیلم‌ها، نام او در عنوان‌بندی نیامده است.